# Deeping St Nicholas
Deeping St Nicholas est une paroisse civile et un village du Lincolnshire, en Angleterre.